# Xian de Qimen
Le xian de Qimen (祁门县 ; pinyin : Qímén Xiàn) est un district administratif de la province de l'Anhui en Chine. Il est placé sous la juridiction de la ville-préfecture de Huangshan.

## Démographie
La population du district était de 184 651 habitants en 1999.